# Frank A. Barrett
Frank Aloysius Barrett, född 10 november 1892 i Omaha, Nebraska, död 30 maj 1962 i Cheyenne, Wyoming, var en amerikansk republikansk politiker. Han representerade delstaten Wyoming i båda kamrarna av USA:s kongress, först i representanthuset 1943-1950 och sedan i senaten 1953-1959. Han var guvernör i Wyoming 1951-1953.
Barrett avlade 1913 grundexamen och 1916 juristexamen vid Creighton University. Han deltog i första världskriget som sergeant i USA:s armé. Han gifte sig 21 maj 1919 med Alice Catherine Donoghue. Han inledde samma år sin karriär som advokat i Lusk, Wyoming. Han var åklagare för Niobrara County 1923-1932 och ledamot av delstatens senat 1933-1935.
Barrett förlorade i kongressvalet 1936 mot Paul Ranous Greever. I kongressvalet 1942 besegrade han kongressledamoten John J. McIntyre. Barrett avgick 31 december 1950 som kongressledamot efter att ha vunnit guvernörsvalet. Han avgick 1953 som guvernör för att tillträda som ledamot av USA:s senat. Han besegrade sittande senatorn Joseph C. O'Mahoney i senatsvalet 1952 men förlorade sex år senare mycket knappt mot utmanaren Gale W. McGee.
Barretts fru Alice avled 1956 i cancer. Han gifte om sig 4 april 1959 med Augusta K. Hogan.
Barrett avled i leukemi. Han var katolik. Hans grav finns på Lusk Cemetery i Lusk, Wyoming.